# Z̄
La Z con macrón (Mayúscula: Z̄ minúscula: z̄), es una grafema utilizado en algunas romanizaciones ALA-LC y BGN/PCGN la romanización ISO 233-1 de la escritura árabe, y la romanización Yaghoubi del pastún. sta es la letra Z diacrítica con un macrón.

## Uso
En la romanización ISO 233-1 de la Escritura árabe, 'z̄' translitera Zāī en šaddah «'زّ'», siendo transliterados el zāī y el šaddah con la z y el šaddah con el macron arriba.

## Codificación
La Z con macrón se puede representar en Unicode con los siguientes caracteres:
| forma     | representación | Puntos de código | descripción                         |
| --------- | -------------- | ---------------- | ----------------------------------- |
| Mayúscula | Z̄              | U+005A U+0304    | Letra mayúscula latina Z con macrón |
| minúscula | z̄              | U+007A U+0304    | Letra minúscula latina Z con macrón |